# جورج هوینینگن-هوینه
جورج هوینینگن-هوینه (انگلیسی: George Hoyningen-Huene; ۴ سپتامبر ۱۹۰۰ – ۱۲ سپتامبر ۱۹۶۸) عکاس اهل ایالات متحده آمریکا بود.
جورج هوینینگن هونه یک عکاس مد تأثیرگذار در دهه‌های ۲۰ و ۳۰ میلادی بود. او در روسیه از والدین بالتیکی و آمریکایی متولد شد و زندگی کاری خود را در فرانسه، انگلستان و آمریکا سپری کرد.
وی اولین نفری بود که مدل‌هایش را از بالا عکاسی می‌کرد تا حس کتیبه‌های یونانی را القا کند. بعد از جنگ جهانی دوم، جورج، عکاسی مد را رها کرد؛ چرا که به نظرش آن لطافت با نابودی بخشهای زیادی از اروپا، پایان یافته و سلیقه پیچیده خود را به سمت سینما و ستارگان برد.